# Michael E. DeBakey
Michael Ellis DeBakey (né le 7 septembre 1908 à Lac Charles en Louisiane et mort le 11 juillet 2008 à Houston au Texas) est un cardio-chirurgien américain d'origine libanaise. Mondialement reconnu pour avoir permis des évolutions majeures dans sa discipline, il fut l'un des premiers à pratiquer le pontage aorto-coronarien en 1964.

## Biographie

### Enfance
Michael Ellis DeBakey né sous le nom de Michel Dabaghi à Lac Charles, en Louisiane, de Shaker et Raheeja Dabaghi (anglicisé plus tard en DeBakey), immigrants libanais de l'Église maronite.
Selon plusieurs nouvelles sources,, et le site internet officiel de l'armée libanaise, DeBakey est né en 1906 dans le village de Marjeyoun et immigra aux États-Unis avec ses parents en 1908, pays dans lequel il fut officiellement enregistré.

## Carrière médicale
DeBakey obtint son baccalauréat en sciences à l'Université Tulane à La Nouvelle-Orléans. 
En 1932, il obtint un M.D. degree à l'Université de médecine de Tulane. Il resta à La Nouvelle-Orléans pour compléter son stage et resta résident en chirurgie au Charity Hospital. DeBakey complèta  son enseignement chirurgical à l'Université de Strasbourg en France, sous la direction du professeur René Leriche, et à l'université de Heidelberg, en Allemagne, sous la direction du professeur Martin Kirschner. 
De retour à l'école médicale de Tulane, il travailla à la faculté de chirurgie de 1937 à 1948.
Au moment de la Seconde Guerre mondiale, il a joué un rôle essentiel dans la création des « Mobile Army Surgical Hospital » de l'armée américaine, plus connus sous leur acronyme MASH.
Au cours d'une carrière longue de 75 ans, il a transformé la chirurgie cardiovasculaire, largement amélioré le niveau de formation médicale. Il a été pionnier de douzaines d'interventions chirurgicales telles que la réparation de ruptures d'anévrisme, le pontage coronarien et l'endartériéctomie et a effectué certaines des premières transplantations cardiaques. Ses apports les plus remarquables sont la pompe à rouleaux (un composant clé des machines cœur-poumon) ainsi que les cœurs artificiels et les pompes d'assistance ventriculaire. 
De la modeste école de médecine de l'université Baylor à Houston, il a fait un centre médical de premier ordre et y a formé plusieurs générations de chirurgiens de haut niveau du monde entier tels que Pierre Grondin. Son expertise professionnelle et sa sagesse ont éclairé la politique de soins de santé aux États-Unis et à l'étranger.

« Parce que le domaine de la médecine a été généralement reconnu et accepté comme un champ d'activité ennoblissant et véritablement humanitaire, il constitue l'un des ponts les plus solides à travers les frontières internationales. »

— Lettre du Dr Michael DeBakey au Président Nixon, 9 juillet 1973, sur la promotion des alliances internationales.

### 1980: Operation du Shah d'Iran
Au cours de sa longue carrière, DeBakey a pratiqué une chirurgie cardiaque sur plus de 50 000 patients, dont de nombreux chefs d'État ou stars hollywoodiennes, et sauvé d'innombrables vies humaines.
Vers la fin de sa carrière, une intervention entachera ce bilan.
En 1980, le Chah d'Iran Mohammad Reza Pahlavi est hospitalisé à l'hôpital Ma'adi du Caire. Dans son effort pour lui fournir les meilleurs soins médicaux possibles, le gouvernement américain dépêche une équipe d'experts de grande renom pour l'aider, dont Michael E. DeBakey, considéré par beaucoup comme le plus grand chirurgien du monde. 
Après examen, DeBakey conclut que le Shah avait besoin d'une splénectomie, l'ablation de la rate. Plutôt que de confier le Shah à un chirurgien abdominal, DeBakey décide de pratiquer l'opération lui-même. Or, l'un des problèmes liés à l'ablation de la rate est la possibilité de couper le pancréas au cours du processus. Cela peut entraîner une infection grave due à une fuite de liquide pancréatique. Pour contrer cette possibilité, les chirurgiens placent classiquement un drain chirurgical dans la zone pour empêcher l'accumulation de fluide. Au cours du processus, DeBakey commet deux erreurs. La première était que, n'étant pas chirurgien abdominal, il n'était pas au courant de la pratique courante consistant à utiliser un drain chirurgical. Sa deuxième erreur est que sa confiance en lui l'a amené à croire qu'il ne couperait pas le pancréas.
Après avoir terminé l'opération, DeBakey a rencontré la presse et annoncé que tout s'était bien passé. S'attendant à ce que l'état du Shah s'améliore, DeBakey retourne aux États-Unis. Cependant, le Shah est pris d'accès de fièvre et de vomissements. Les médecins de l'hôpital ont conclu que, puisque DeBakey n'avait pas inséré le drain chirurgical, le liquide pancréatique s'était accumulé et infecté. DeBakey retourna en Égypte et après avoir réexaminé le Shah, il conclut que la fièvre et les vomissements étaient causés par la toxicité de ses médicaments et non par du liquide pancréatique. L'état du Shah s'aggrava jusqu'à ce que le chirurgien français Pierre-Louis Fagniez rouvre la plaie et découvre que la zone était effectivement fortement infectée. Apparemment, DeBakey avait bien coupé le pancréas au cours de son opération et l'absence d'un drain approprié avait provoqué l'accumulation et l'infection de ce liquide. Cette infection, combinée aux autres complications du Shah, a finalement provoqué sa mort .

## Ouvrages
- Le cœur en action, avec Antonio Gotto (traduction française de Sylvette Gleize)